# Lijst van voetbalinterlands Bermuda - Jamaica (vrouwen)
Deze lijst van voetbalinterlands is een overzicht van alle officiële voetbalinterlands tussen de nationale vrouwenteams van Bermuda en Jamaica. De landen hebben tot nu toe zes keer tegen elkaar gespeeld.

## Wedstrijden
| № | Plaats         | Datum            | Competitie                                       | Wedstrijd         | Uitslag |
| - | -------------- | ---------------- | ------------------------------------------------ | ----------------- | ------- |
| 1 | Port-au-Prince | 11 augustus 2000 | CFU Women's Caribbean Cup                        | Jamaica − Bermuda | 4 − 1   |
| 2 | Arima          | 6 september 2006 | Noord-Amerikaans kampioenschap 2006 kwalificatie | Jamaica − Bermuda | 7 − 0   |
| 3 | Saint John's   | 3 oktober 2007   | Olympische Spelen 2008 kwalificatie              | Jamaica − Bermuda | 4 − 0   |
| 4 | Couva          | 21 augustus 2014 | CFU Women's Caribbean Cup                        | Bermuda − Jamaica | 1 − 9   |
| 5 | Kingston       | 27 augustus 2018 | Noord-Amerikaans kampioenschap 2018 kwalificatie | Bermuda − Jamaica | 0 − 4   |
| 6 | Kingston       | 17 februari 2022 | Noord-Amerikaans kampioenschap 2022 kwalificatie | Jamaica − Bermuda | 4 − 0   |

## Samenvatting
| Competitie                                  | Totaal gespeeld | Winst Bermuda | Gelijk | Winst Jamaica | Doelsaldo Bermuda – Jamaica |
| ------------------------------------------- | --------------- | ------------- | ------ | ------------- | --------------------------- |
| Olympische Spelen kwalificatie              | 1               | 0             | 0      | 1             | 0 − 4                       |
| Noord-Amerikaans kampioenschap kwalificatie | 3               | 0             | 0      | 3             | 0 − 15                      |
| CFU Women's Caribbean Cup                   | 2               | 0             | 0      | 2             | 2 − 13                      |
| Totaal                                      | 6               | 0             | 0      | 6             | 2 − 32                      |